# 菊地喜一郎
菊地 喜一郎（きくち きいちろう、1906年（明治39年）2月19日 - 1983年（昭和58年）6月18日）は、日本の政治家、地方公務員。東京都杉並区長。

## 来歴
宮城県仙台市生まれ。1929年（昭和4年）、日本大学専門部経済を中退。1932年（昭和7年）杉並区役所に入る。区民生課長、総務課長、1948年（昭和23年）6月17日から1956年（昭和31年）6月16日まで助役を務めた。1957年（昭和32年）から1962年（昭和37年）までは東急建設で勤務していた。
同年5月17日に区議会選任区長となった。1966年（昭和41年）5月16日に一旦退任するが、同月27日から再度区長となり、1970年（昭和45年）5月26日まで務めた。その後、同年6月15日から、3たび区長となった。

### 1975年杉並区長選挙
1975年（昭和50年）4月27日に行われた公選区長選挙に自民党の推薦を得て立候補し、社会党・共産党の推薦を得た岡十万男を破り、初当選した。
※当日有権者数：-人 最終投票率：45.5%（前回比：-pts）
| 候補者名   | 年齢 | 所属党派 | 新旧別 | 得票数    | 得票率 | 推薦・支持                 |
| ---------- | ---- | -------- | ------ | --------- | ------ | -------------------------- |
| 菊地喜一郎 | -    | 無所属   | 現     | 107,717票 | 64.6%  | 自由民主党推薦             |
| 岡十万男   | -    | 無所属   | 新     | 59,046票  | 35.4%  | 日本社会党・日本共産党推薦 |

1978年（昭和53年）妻と死別。

### 1979年杉並区長選挙
1979年（昭和54年）、4月22日の区長選挙に立候補し、前回の自民党に加え、公明党、民社党、新自由クラブの推薦を受け、共産党推薦の新人を破って再選を果たした。
※当日有権者数：-人 最終投票率：-%（前回比：-pts）
| 候補者名   | 年齢 | 所属党派 | 新旧別 | 得票数    | 得票率 | 推薦・支持                                   |
| ---------- | ---- | -------- | ------ | --------- | ------ | -------------------------------------------- |
| 菊地喜一郎 | 73   | 無所属   | 現     | 113,617票 | 66.9%  | 自由民主党・公明党・民社党・新自由クラブ推薦 |
| 三輪政太郎 | 57   | 無所属   | 新     | 56,235票  | 33.1%  | 日本共産党推薦                               |

1983年（昭和58年）4月の区長選挙には立候補せず同月26日に退任した。同年6月18日2時35分、心不全のため死去。77歳没。